# BV 222 (航空機)
ブローム・ウント・フォス BV 222
- 用途：輸送機
- 製造者：ブローム・ウント・フォス
- 運用者： ドイツ国（ドイツ空軍）
- 初飛行：1940年9月7日
- 生産数：13機

ブローム・ウント・フォス BV 222 ヴィーキング（Blohm & Voss BV 222 Wiking）は第二次世界大戦時にドイツ空軍 (Luftwaffe) で採用された飛行艇である。元々はルフトハンザ航空の大西洋横断路線用に計画された機体だったが、第二次世界大戦開戦により軍用に転用された。パワー不足気味だったものの搭載力と航続力を生かして、輸送や洋上哨戒任務に利用された。
なお、本機は第二次世界大戦において実際に使用された中では最大の飛行艇であった。

## 設計と開発
第二次世界大戦に先立ちドイツの航空会社ルフトハンザ航空は多くの大西洋横断郵便飛行を行っていたが、ルフトハンザの主目的は旅客輸送であり、この計画を始めて1936年にリヒャルト・フォークト博士設計のBV 222飛行艇を3機発注した。
最初の試作機V1号機の製造は1938年1月に始まり、続く数週間にV2号機とV3号機の製造も始まった。V1号機は1940年9月7日に民間登録記号D-ANTEをつけてテスト飛行を行った。評価期間中の本機は、短距離を92名までの乗客、または担架72床を乗せて最高速度239 mph (385 km/h)で飛行してみせた。飛行特性は満足のいくものであったが幾つかの改善点が見つかり、評価試験は1940年12月まで続けられた。V1号機がドイツ空軍に引き渡されたときは軍用機用の塗装が施され、登録記号はCC+EQ（後にX4+AH）がつけられた。
BV 222の機内は長い平坦な床で大型の四角い貨物ドアを主翼の後ろの右側に備えていた。平坦な床は当時としては歓迎すべき目新しいものであった。僅か13機のみが完成したとされている。
元々はブラモ 323 ファニール 星型エンジンを装備していたが、後に746 kW (1,000 hp)のユンカース ユモ 207C 2ストローク対向ピストンディーゼルエンジン6基に換装された。ディーゼルエンジンを使用することで、洋上において、同じ軽油を燃料とするUボートから給油を受けることができた。ただし、C-13号機のみユモ 205C（後にユモ 205Dに換装）を装備した。
初期の機体はV1からV8号機と呼ばれ、量産期はC-09からC-13号機と命名された。

## 就役
V1号機は1941年8月19日までハンブルクとノルウェー北部のヒルケネスの間を累計65,000 kg (140,000 lb)の補給品と221名の負傷兵を運ぶ7回の飛行を行い、総飛行距離は30,000 km (19,000 mi)に及んだ。ハンブルクでオーバーホールを受けた後、V1号機はアテネへ送られ1941年10月16日から11月6日の間に17回のドイツアフリカ軍団へ補給品を運ぶ飛行を行った。この時点ではV1号機に武装は施されておらず、2機のメッサーシュミット Bf 110重戦闘機が護衛についていた。

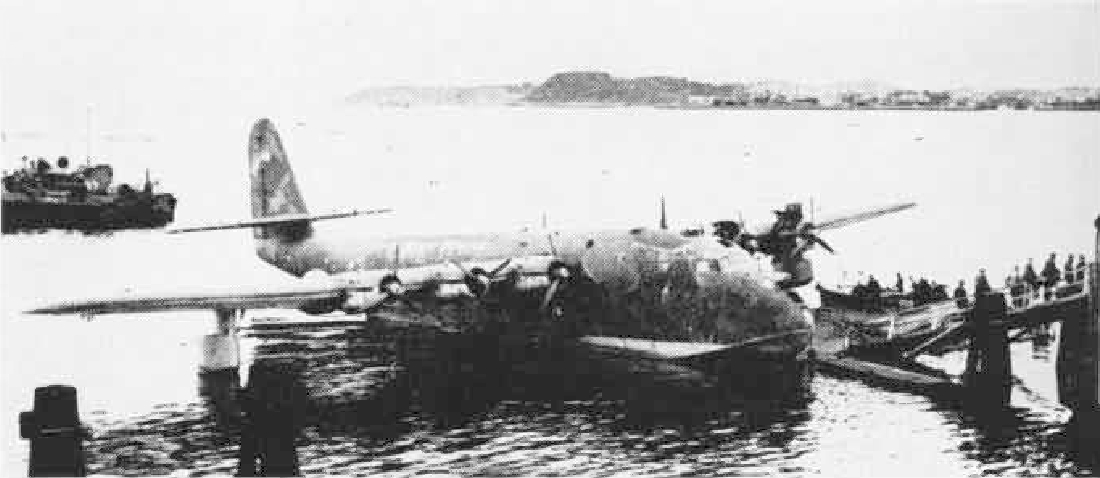
戦後、トロンハイムで鹵獲されたBV 222

これらの飛行の後でV1号機はハンブルクに戻され胴体に7.92 mm MG 81 機関銃を1丁、回転銃座の13 mm MG 131 機関銃を2丁、胴体中央部に7.92 mm MG 81 機関銃を4丁の武装を施された。同時に登録記号がX4+AHに変更され、V1号機は新設の輸送部隊の第222航空輸送飛行隊（LTS 222）の基幹を形成することになった。1942年から1943年にかけてV1号機は地中海戦域で飛行し、1943年2月半ば以前にピレウス港に着水中、海中の残骸と衝突して沈没した。
V2号機 (CC+ER) は1941年8月7日に初飛行を行い、更なるテストを受けた後1942年8月に登録記号X4+ABとしてLTS 222に配備された。V2号機は長距離洋上飛行に使用するためV1号機に施された武装に加え、主翼上に後方向きの連装13 mm MG 131 機関銃を備えた銃座が取り付けられた。この銃座へは直径1 mの筒状の翼桁の中を通って行き来した。
1944年にV2号機は、北極のゼムリャ・アレクサンドラにあるドイツの気象観測所にいる病気の観測員を救援する"宝物庫作戦"（Operation Schatzgräber）に参加した。BV 222は観測所近くへの着陸で損傷したFw 200の補修用タイヤを投下した。
V3号機（当初はDM+SD）は1941年11月28日に初飛行を行い、1941年12月9日にLTS 222に配備された。V1号機が沈没した後、V3号機はハンブルクに戻されて武装を施された。V3号機はV5号機と共に1943年6月にビスカロッセでイギリス空軍（英空軍）／第264飛行隊所属のモスキートの攻撃で破壊された。
垂直尾翼の高さに改修を加えられたV4号機もアフリカへの飛行のためにLTS 222に配備された。
V6号機は1942年8月21日にターラントからトリポリへの空路で英空軍のボーファイターに撃墜された。V8号機も1942年12月10日に同一空路上で撃墜された。
V7号機 (TB+QL)は746 kW (1,000 hp)のユモ 207C 2サイクル ディーゼルエンジン6基を装着して1943年4月1日に初飛行を行った。離陸重量50,000 kg (110,000 lb)で航続距離6,100 km (3,800 mi)の本機はBV 222Cの試作機と考えられていた。
ノルマンディ上陸作戦後の1944年6月に残存するBV 222は第200爆撃航空団に移管された。この中のC-09号機は1945年4月29日にゼードルフ（Seedorf）でおそらくカナダ空軍第439飛行隊（No. 439 Squadron RCAF）のタイフーンによる機銃掃射を受けて破壊されたといわれている。一方、V7号機とV4号機は終戦時に各々の機の搭乗員によってトラフェミュンデとキール＝ホルテナウ空港で自沈させられた。
C-10号機は1944年2月8日の夜に英空軍／第157飛行隊のモスキートにビスカロッセの南西で撃墜されたらしいと報告されている。
BV 222のV4号機が1943年10月22日にエヴァート（Evert）少尉の指揮するアメリカ海軍のPB4Y リベレーター VB-105 (BU#63917)機に撃墜されたといわれる。戦時中からしばしばこのBV 222は英空軍のランカスターに撃墜されたと誤解されていた。

### 日本への飛行
1941年6月のロシア侵攻後にルフトハンザ航空による極東への商業飛行が不可能となり船舶やUボートによる海路は非常に危険であったため、超長距離飛行用に改造を施したドイツ空軍の航空機でドイツと日本を結ぶ空路を開拓する計画がなされた。エアハルト・ミルヒ空軍元帥は、無着陸飛行、ドイツ占領下のロシアやブルガリア発を含む様々な航空路やBV 222を使用し、ノルウェー北部のヒルケネス発 - 樺太経由 - 東京行きの6,400 km (4,000 mi)の海路の可能性調査を承認した。
BV 222はフォッケウルフ Fw 200、ハインケル He 177と共に本命とされる3機種の中の1機であった。He 177は信頼性の観点から除外され、1943年にユンカース Ju 290がこの飛行用に機種選定された。

## 戦後
C-011、C-012、C-013号機の3機のBV-222が鹵獲され、その後連合国軍により運用された。
戦後、C-012号機はノルウェーのソレイサでV2号機と共に鹵獲され、1946年に英空軍の標識"VP501"をつけてエリック・"ウィンクル"・ブラウン大尉の操縦でノルウェーからカルショットの英空軍基地へ運ばれた。フェリックスストウの海軍航空実験所でテストされた後で英空軍第201飛行隊に配備され1947年まで運用された。その後、廃棄処分にされた。
C-011とC-013号機は戦争終結時にアメリカ軍に鹵獲されアメリカ合衆国へ運ばれた。コンベア社がパタクセント・リヴァー海軍基地での評価のために1機を購入し、この徹底的な研究が後にR3Y トレードウインドに結実するモデル117の艇体設計に貢献した。これら2機の最終的な行方は不明である。
V2号機は1946年に短期間アメリカ軍の標識をつけていた。不思議なことにV2号機は"宝物庫作戦"（Operation Schatzgräber）時にはV5号機の標識をつけていた。後に英軍は停泊していたイルスヴィカ（Ilsvika）の基地からV2号機にBV 222の補修部品を満載してファゲルヴィカ（Fagervika）とモンクス島（Monk's island）の間に曳き出して沈めた。V2号機は海水の低酸素濃度のために現在でも海底で完全な保存状態を保っていると考えられている。この機体を引き上げて修復する計画がある。

## 派生型
BV 222A
BV 222B
ユンカース ユモ 208エンジンを装備した提案モデル
BV 222C
量産型

## スペック
BV 222C
War Planes of the Second World War : Volume Five 
- 全長： 37.00 m
- 全幅： 46.00 m
- 全高： 10.90 m
- 翼面積： 255 m2
- 空虚重量： 30,715 kg
- 全備重量： 49,000 kg
- エンジン： ユンカース Jumo207C 1,000 hp × 6
- 最大速度： 390 km/h（高度 5,000 m）
- 巡航速度： 304 km/h（海面高度）
- 航続距離： 6,100 km
- 巡航高度： 7,300 m[12]
- 武装
  - 20 mm MG 151 機関砲 × 3
  - 13 mm MG 131 機関銃 × 5
- 乗員： 6名
- 搭載量： 兵員92名[13]